# WNBA Draft 2021
Der WNBA Draft 2021 war die 25. Talentziehung der Women’s National Basketball Association und fand am 15. April 2021 – bedingt durch die COVID-19-Pandemie – virtuell statt. Die erste Runde des Draft wurde landesweit auf ESPN2 ausgestrahlt. Die zweite und dritte Runde waren auf ESPNU zu sehen.
Insgesamt wurden in drei Runden 36 Spielerinnen von den WNBA-Franchises ausgewählt. Mit dem First Overall Draft-Pick wählten die Dallas Wings die US-Amerikanerin Charli Collier aus. An zweiter Stelle wurde die Finnin Awak Kuier von den Dallas Wings und an dritter Stelle die US-Amerikanerin Aari McDonald von den Atlanta Dream ausgewählt.

## WNBA Draft

### Runde 1
| Pick | Spielerin          | Nationalität       | WNBA-Mannschaft    | College / Profi-Verein                |
| ---- | ------------------ | ------------------ | ------------------ | ------------------------------------- |
| 1    | Charli Collier     | Vereinigte Staaten | Dallas Wings       | University of Texas                   |
| 2    | Awak Kuier         | Finnland           | Dallas Wings       | Passalacqua Ragusa                    |
| 3    | Aari McDonald      | Vereinigte Staaten | Atlanta Dream      | University of Arizona                 |
| 4    | Kysre Gondrezick   | Vereinigte Staaten | Indiana Fever      | University of West Virginia           |
| 5    | Chelsea Dungee     | Vereinigte Staaten | Dallas Wings       | University of Arkansas                |
| 6    | Michaela Onyenwere | Vereinigte Staaten | New York Liberty   | University of California, Los Angeles |
| 7    | Jasmine Walker     | Vereinigte Staaten | Los Angeles Sparks | University of Alabama                 |
| 8    | Shyla Heal         | Australien         | Chicago Sky        | Townsville Fire                       |
| 9    | Rennia Davis       | Vereinigte Staaten | Minnesota Lynx     | University of Tennessee               |
| 10   | Stephanie Watts    | Vereinigte Staaten | Los Angeles Sparks | University of North Carolina          |
| 11   | Aaliyah Wilson     | Vereinigte Staaten | Seattle Storm      | Texas A&M University                  |
| 12   | Iliana Rupert      | Frankreich         | Las Vegas Aces     | Tango Bourges Basket                  |

### Runde 2
| Pick | Spielerin          | Nationalität       | WNBA-Mannschaft    | College / Profi-Verein      |
| ---- | ------------------ | ------------------ | ------------------ | --------------------------- |
| 13   | Dana Evans         | Vereinigte Staaten | Dallas Wings       | University of Louisville    |
| 14   | Destiny Slocum     | Vereinigte Staaten | Las Vegas Aces     | University of Arkansas      |
| 15   | Raquel Carrera     | Spanien            | Atlanta Dream      | Valencia Basket             |
| 16   | Natasha Mack       | Vereinigte Staaten | Chicago Sky        | Oklahoma State University   |
| 17   | DiDi Richards      | Vereinigte Staaten | New York Liberty   | Baylor University           |
| 18   | Kiana Williams     | Vereinigte Staaten | Seattle Storm      | Stanford University         |
| 19   | Unique Thompson    | Vereinigte Staaten | Indiana Fever      | Auburn University           |
| 20   | DiJonai Carrington | Vereinigte Staaten | Connecticut Sun    | Baylor University           |
| 21   | Micaela Kelly      | Vereinigte Staaten | Connecticut Sun    | Central Michigan University |
| 22   | Arella Guirantes   | Vereinigte Staaten | Los Angeles Sparks | Rutgers University          |
| 23   | N’dea Jones        | Vereinigte Staaten | Seattle Storm      | Texas A&M University        |
| 24   | Trinity Baptiste   | Vereinigte Staaten | Indiana Fever      | University of Arizona       |

### Runde 3
| Pick | Spielerin        | Nationalität       | WNBA-Mannschaft    | College / Profi-Verein            |
| ---- | ---------------- | ------------------ | ------------------ | --------------------------------- |
| 25   | Valerie Higgins  | Vereinigte Staaten | New York Liberty   | University of the Pacific         |
| 26   | Chelsey Perry    | Vereinigte Staaten | Indiana Fever      | University of Tennessee at Martin |
| 27   | Lindsey Pulliam  | Vereinigte Staaten | Atlanta Dream      | Northwestern University           |
| 28   | Ivana Raca       | Serbien            | Los Angeles Sparks | Wake Forest University            |
| 29   | Marine Fauthoux  | Frankreich         | New York Liberty   | Lyon ASVEL Féminin                |
| 30   | Aleah Goodman    | Vereinigte Staaten | Connecticut Sun    | Oregon State University           |
| 31   | Florencia Chagas | Argentinien        | Indiana Fever      | USE Basket Femminile Empoli       |
| 32   | Ciera Johnson    | Vereinigte Staaten | Phoenix Mercury    | Texas A&M University              |
| 33   | Maya Caldwell    | Vereinigte Staaten | Indiana Fever      | University of Georgia             |
| 34   | Aina Ayuso       | Spanien            | Los Angeles Sparks | Basket Zaragoza                   |
| 35   | Natalie Kucowski | Vereinigte Staaten | Seattle Storm      | Lafayette College                 |
| 36   | Kionna Jeter     | Vereinigte Staaten | Las Vegas Aces     | Towson University                 |